# Huncovce
Huncovce é um município da Eslováquia, situado no distrito de Kežmarok, na região de Prešov. Tem 13,26 km² de área e sua população em 2018 foi estimada em 3.215 habitantes.

## Demografia
| Ano:        | 1994 | 2004    | 2014    | 2024   |
| ----------- | ---- | ------- | ------- | ------ |
| Broj ljudi: | 1939 | 2396    | 3014    | 3209   |
| Razlika:    |      | +23,56% | +25,79% | +6,46% |

| Ano:               | 2023 | 2024   |
| ------------------ | ---- | ------ |
| Número de pessoas: | 3162 | 3209   |
| Diferença:         |      | +1,48% |